# 白石紘一
白石 紘一（しらいし こういち、1990年〈平成2年〉4月7日 - ）は、南海放送の社員で同局アナウンサー。ニュースキャスター、解説委員。

## 来歴
愛媛県今治市出身。愛媛県立今治西高等学校、専修大学法学部政治学科を経て2013年に南海放送に入社した。
高校時代には今治市のコミュニティFM「FMラヂオバリバリ」で学生パーソナリティ。大学時代には関東愛媛県人会の青年部の立ち上げにブレーンとして携わった。防災士。
防災を得意とする記者として度々ラジオで紹介されている。自身が出演する「NEWS CH.4」では「CH.4防災」という防災コーナーを定期的に放送している。また、2022年1月には愛媛県が主催する防災イベントに講師として出演している。
2016年2月、NNSアナウンス最優秀新人賞部門で西日本ブロック特別賞を受賞。

## 出演番組
- もぎたてテレビ（2014年10月 - 2017年12月）
- News Ch.4スポーツ担当（2013年10月 - 2014年9月）
- 友近ママの魔法の引き出し（2017年4月 - 2018年3月）
- 愛媛県政広報テレビ番組（2014年4月 - 2018年3月）
- 松山市政広報ラジオ番組（2014年11月 - 2018年3月）
- NEWS CH.4 フィールドキャスター（2020年4月 - ）
- 2021年衆院選開票特番　愛媛県選挙区　メインキャスター（2021年10月31日）

## 防災
- えひめ自助・共助推進フェア　講師（2022年1月16日　愛媛県主催）
- えひめ防災フェア 講師（2023年1月22日 愛媛県主催）
- 愛媛県地域防災リーダー育成動画（2023年 愛媛県消防学校制作）